# Comuna de Dąbie
Dąbie (em polonês/polaco: Gmina Dąbie) é uma comuna na Polônia, na voivodia da Lubúsquia e no condado de Krosno.
De acordo com os censos de 2004, a comuna tem 5056 habitantes, com uma densidade 29,7 hab/km².

## Área
Estende-se por uma área de 170,04 km², incluindo:
- área agricola: 42%
- área florestal: 50%

## Demografia
Dados de 30 de Junho 2004:
|                      | Total   | Total | Mulheres | Mulheres | Homens  | Homens |
| -------------------- | ------- | ----- | -------- | -------- | ------- | ------ |
|                      | pessoas | %     | pessoas  | %        | pessoas | %      |
| População            | 5056    | 100   | 2466     | 48,8     | 2590    | 51,2   |
| Densidade (pop./km²) | 29,7    | 100   | 14,5     | 14,5     | 15,2    | 15,2   |

De acordo com dados de 2002, o rendimento médio per capita ascendia a 1261,58 zł.

## Subdivisões
- Brzeźnica, Budynia, Ciemnice, Dąbie, Dąbki, Gola, Gronów, Kosierz, Lubiatów, Łagów, Nowy Zagór, Pław, Połupin, Stary Zagór, Szczawno, Trzebule.

## Comunas vizinhas
- Bobrowice, Czerwieńsk, Krosno Odrzańskie, Nowogród Bobrzański, Świdnica